# Cserepesbőrűek
A cserepesbőrűek (Ostracodermata) a gerinchúros élőlények egy parafiletikus csoportja. Korábban a szintén parafiletikus állkapocs nélküli halak egy osztályának tekintették, a korszerű rendszertanok azonban nem tekintik rendszertani kategóriának. Az ide sorolt élőlényeket ma a gerinchúrosok (Chordata) törzsének és a gerincesek (Vertebrata) altörzsének osztályaiként tartják számon.
Az ordovícium időszakban jelentek meg, és a devon időszak végén haltak ki.

## Leírás
Valószínűleg tengerfenéki iszapevő életmódot folytattak, mivel egyrészt vélhetőleg nehéz páncéljuk, melyről nevüket is kapták, nem engedte, hogy tartósan magasabb vizekbe ússzanak, másrészt állkapcsuk nem lévén klasszikus értelemben vett ragadozók sem lehettek – iszapban élő gerinctelen állatokat azonban fogyaszthattak. Legtöbb fajuk hosszúsága nem haladta meg a 30 centimétert.

## Csoportok
A cserepesbőrűek közé tartozó élőlények osztályai:
- †Pteraspida
- †Thelodonti
- †Anaspida
- †Galeaspida
- †Pituriaspida
- †Osteostraci